# Cerro Pingüinera
Der Cerro Pingüinera (spanisch für Pinguinhügel) ist ein Hügel auf der Livingston-Insel im Archipel der Südlichen Shetlandinseln. Auf der Westseite des Kap Shirreff, dem nördlichen Ende der Johannes-Paul-II.-Halbinsel, ragt er etwas mehr als 200 m nördlich des Cerro Diaguita sowie östlich des Playa Antártico auf.
Wissenschaftler der 45. Chilenischen Antarktisexpedition (1990–1991) benannten ihn nach der hier ansässigen und in dieser Umgebung größten Ansammlung von Zügelpinguinen.